# Johannes Mattes

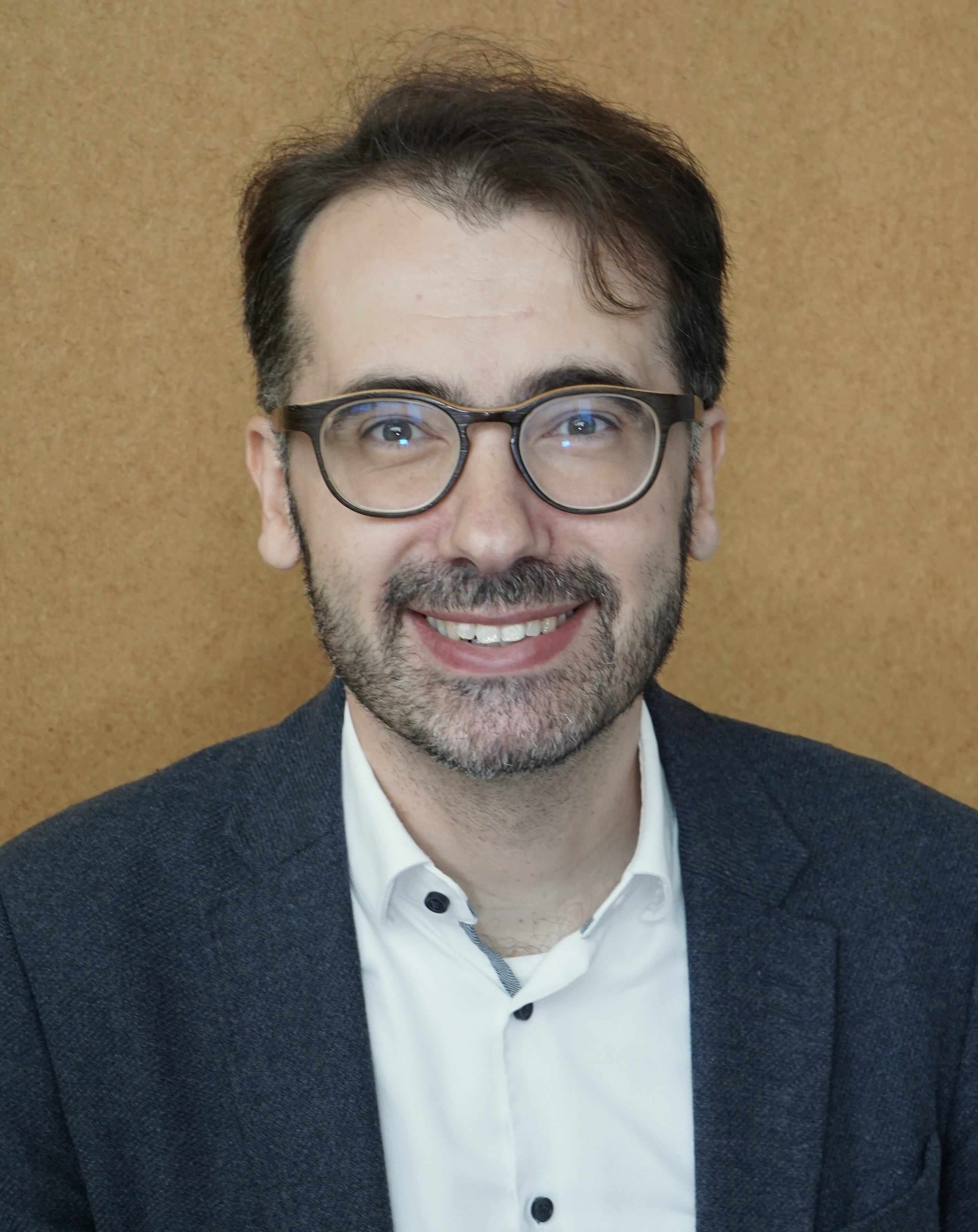
Mattes am International Congress of History of Science and Technology (ICHST) in Dunedin (Neuseeland), 2025

Johannes Mattes (* 23. September 1983 in Linz) ist ein österreichischer Historiker, Kulturwissenschaftler und Speläologe an der Österreichischen Akademie der Wissenschaften.

## Leben
Mattes wuchs im Salzkammergut auf, studierte 2002–2009 Deutsche Philologie und Geschichte an der Universität Wien und arbeitete danach als AHS-Lehrer in Wien. 2013 wurde er mit einer Arbeit in Wissenschaftsgeschichte promoviert, die unter dem Titel Reisen ins Unterirdische. Eine Kulturgeschichte der Höhlenforschung publiziert wurde.
Nach Lehrtätigkeit am Institut für Geschichte der Universität Wien arbeitete Mattes von 2018 bis 2021 als Postdoc im Projekt “Geschichte der ÖAW, 1847–2022” an der Österreichischen Akademie der Wissenschaften (ÖAW). Seit 2021 leitet er mehrere Forschungsprojekte am  Institut für Kulturwissenschaften der ÖAW und war zweieinhalb Jahre als Marie Curie Fellow an der Universität Oslo tätig. Mattes war Gastprofessor an der École des Hautes Études en Sciences Sociales (Paris) und Gastforscher an Institutionen wie der Stanford University (CA), der York University (Toronto), der University of Edinburgh und dem Leibniz-Institut für Länderkunde (Leipzig). Er ist zudem affiliierter Forscher am Zentrum für Wissenschaftsforschung der Deutschen Akademie der Naturforscher Leopoldina (Halle/Saale).
Er ist Delegierter der International Union of Speleology (UIS) am International Science Council (ISC) in Paris, Vorstandsmitglied der History of Earth Science Society sowie Mitglied des Arbeitskreises „Geschichte der Geographie“ in der Deutschen Gesellschaft für Geographie. Darüber hinaus vertritt er die UIS im GeoUnions Steering Committee des ISC sowie im International Standing Committee for Gender Equality in Science (SCGES).
In der Speläologie wirkte er als Expeditionsleiter und Planzeichner, insbesondere bei der Erforschung und Dokumentation der Gassel-Tropfsteinhöhle bei Ebensee. 2010–2018 war er Generalsekretär des Verbands Österreichischer Höhlenforscher und 2013–2018 Mitherausgeber des peer-reviewten Journals Die Höhle – Zeitschrift für Karst- und Höhlenkunde. 2018 leitete er als Präsident den internationalen Kongress EuroSpeleo Forum mit 700 Teilnehmern in Ebensee. 2022 wurde er auf der 18. General Assembly der International Union of Speleology, die rund 60 Länder und 70.000 Karst- und Höhlenforscherinnen und -forscher vereint, zum Secretary General der Union gewählt.

## Forschungsschwerpunkte
- Wissens-, Wissenschafts- und Technikgeschichte vom 18. bis 20. Jahrhundert in ihren kulturellen, politischen und institutionellen Kontexten (z. B. Geowissenschaften, Kartographie, Zoologie, Physik, Nuklearmedizin)
- Wissenschaftliche Zusammenarbeit, (Inter)nationalismus, Kolonialismus, Umweltfragen sowie das Verhältnis von Politik, Forschung und Öffentlichkeit
- Geographischer Schwerpunkt: Zentral- und Osteuropa in seinen globalen Verflechtungen (insbesondere Naher Osten, Arktis und Afrika)

## Schriften (Auswahl)
Monografien 
- Wissenskulturen des Subterranen. Vermittler im Spannungsfeld zwischen Wissenschaft und Öffentlichkeit Böhlau, Wien, Köln, Weimar 2019, ISBN 978-3-205-20678-1. online
- Reisen ins Unterirdische. Eine Kulturgeschichte der Höhlenforschung in Österreich bis zur Zwischenkriegszeit. Böhlau, Wien, Köln, Weimar 2015, ISBN 978-3-205-79687-9. online
- Festrede und Festspiel als Formen kollektiver Repräsentation. Die Wiener Regierungsjubiläums-Feiern von Franz Joseph I (1908) und die «Türkenbefreiungsfeiern» (1933) im Vergleich. Peter Lang, Frankfurt a. M., Wien, New York 2011, ISBN 978-3-631-61946-9. online

 Herausgeberschaften 
- Mit Annarita Franza und Giovanni Pratesi: Collectio Mineralium. The catalog of Holy Roman Emperor Leopold II’s mineralogical collection. Firenze University Press, Florenz 2022, ISBN 978-8-855184-94-6. online

 Wissenschaftliche Aufsätze 
- Mit Cécile Philippe: Crossing Boundaries, Forging Unity: Science Diplomacy and Nuclear Medicine in Cold War Europe. In: The British Journal for the History of Science 58, 2025, S. 1–25. online
- Mit Norman Henniges, Sascha Nolden: Between Mapping and Maps: Translocal Knowledge in the Making of Hochstetter and Petermann’s Atlas of New Zealand (1863). In: Journal of Historical Geography 89, 2025, S. 69–86. online
- The Making of “Classical” Karst: Serbian Geographer Jovan Cvijić, (Inter)nationalism, and the Emergence of Karst Sciences, 1870–1914. Episodes 48(1), 2025, S. 117–130. online
- Collaborative Research in Imperial Vienna: Science Organization, Statehood, and Civil Society, 1848–1914. In: Austrian History Yearbook (Cambridge Univ. Press) 55, 2024, S. 174–201. online
- Collecting empires: Dominik Bilimek and early subterranean zoology between politics and field research. In: Subterranean Biology 49, 2024, S. 117–137. online
- Mapping the Invisible: Knowledge, Credibility, and Visions of Earth in Early Modern Cave Maps. In: The British Journal for the History of Science 55(1), 2022, S. 53–80. online
- Mining, collecting, knowing: Habsburg state-building, resources, and geographies in the context of Archduke Leopold’s mineralogical catalog. In: Annarita Franza, Johannes Mattes, Giovanni Pratesi (Hrsg.): Collectio mineralium. The Catalog of Holy Roman Emperor Leopold’s II Mineralogical Collection. Firenze University Press, Florenz 2022, S. 1–36. online
- Mit Doris Corradini: Köpfe, Staat und Forschungspraxis. Die kaiserliche Akademie der Wissenschaften in Wien in den ersten vier Jahrzehnten ihres Bestehens. In: Johannes Feichtinger, Brigitte Mazohl (Hrsg.), Die Österreichische Akademie der Wissenschaften 1847–2022. Eine neue Akademiegeschichte. Bd. 1. Österreichische Akademie der Wissenschaften, Wien 2022, S. 137–194. online
- Mit Marianne Klemun: Expeditionen und Forschungsreisen (1847–1918). Die kaiserliche Akademie als Förderin und Veranstalterin. In: Johannes Feichtinger, Brigitte Mazohl (Hrsg.), Die Österreichische Akademie der Wissenschaften 1847–2022. Eine neue Akademiegeschichte. Bd. 1. Österreichische Akademie der Wissenschaften, Wien 2022, S. 197–273. online
- Imperial science, unified forces and boundary-work: Geographical and geological societies in Vienna (1850–1925). In: Annals of the Austrian Geographical Society 162, 2020, S. 155–210. online
- Underground Fieldwork – A Cultural and Social History of Cave Cartography and Surveying Instruments in the 19th and at the Beginning of the 20th Century. In: International Journal of Speleology 44, 2015, S. 251–266. online

## Auszeichnungen und Preise
- Humboldt Forschungsstipendium für Erfahrene Forschende (2024)
- Excellence in Teaching Award, Universität Wien (2022)
- MSCA Grant, Europäische Kommission (2022)
- Shortlist Nominierung, FWF START Grant (2022)
- Bader-Preis für die Geschichte der Naturwissenschaften, Österreichische Akademie der Wissenschaften (2021)
- Franz Pergar-Preis (2019)
- Stanford Postdoc-Exchange Fellowship (2018)
- Young Scientist Award, American Geological Society (2017)
- Auszeichnung für die beste internationale Publikation in Karst- und Höhlenforschung, 2013–17, Honorable Mention, Internationale Union für Speläologie (2017)
- Poldi Fuhrich-Preis (2010)